# Protaetia fieberi
Protaetia fieberi är en skalbaggsart som beskrevs av Ernst Gustav Kraatz 1880. Enligt Catalogue of Life ingår Protaetia fieberi i släktet Protaetia och familjen Cetoniidae, men enligt Dyntaxa är tillhörigheten istället släktet Protaetia och familjen bladhorningar. Arten har ej påträffats i Sverige. Utöver nominatformen finns också underarten P. f. borysthenica.

## Bildgalleri

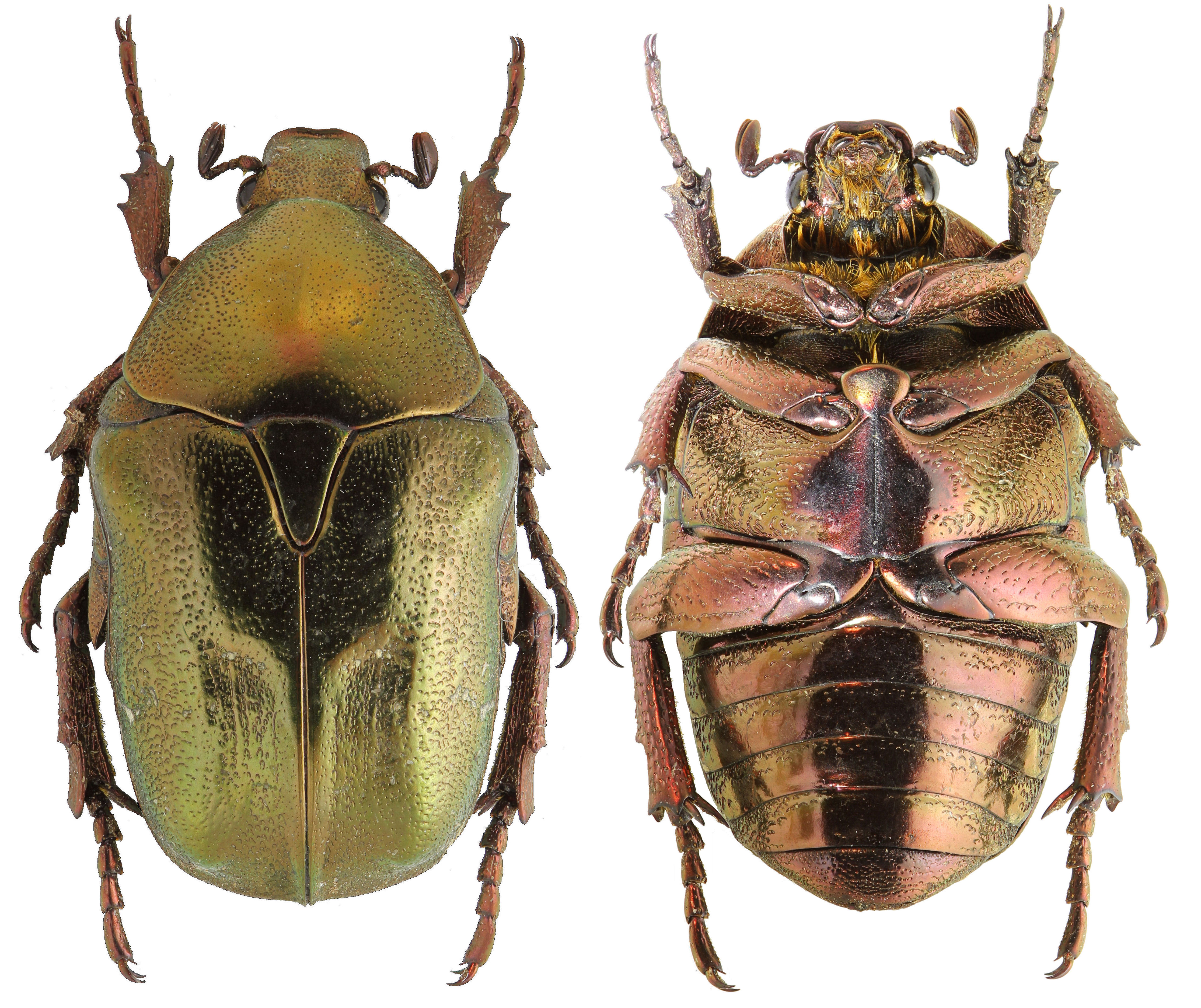
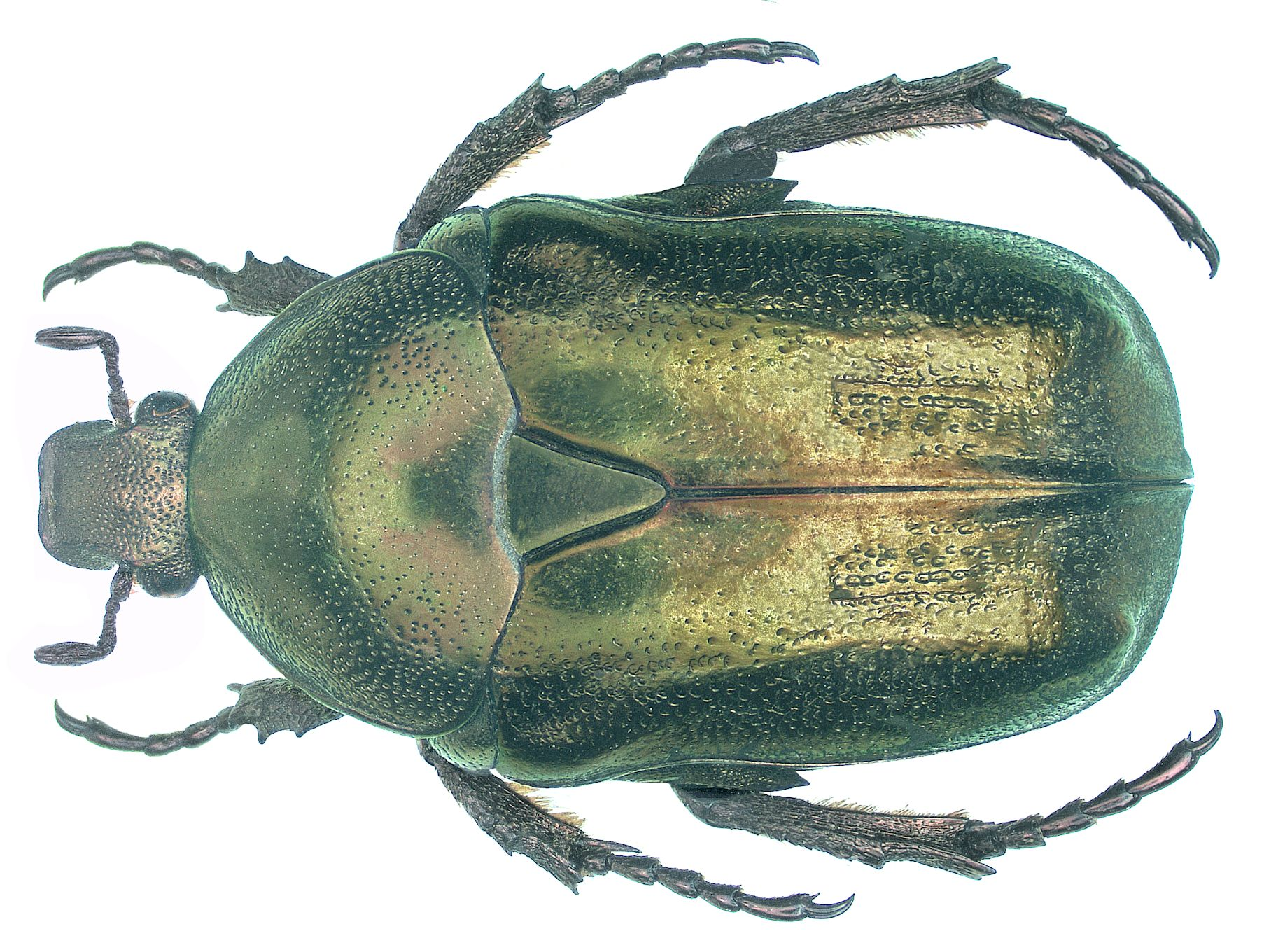
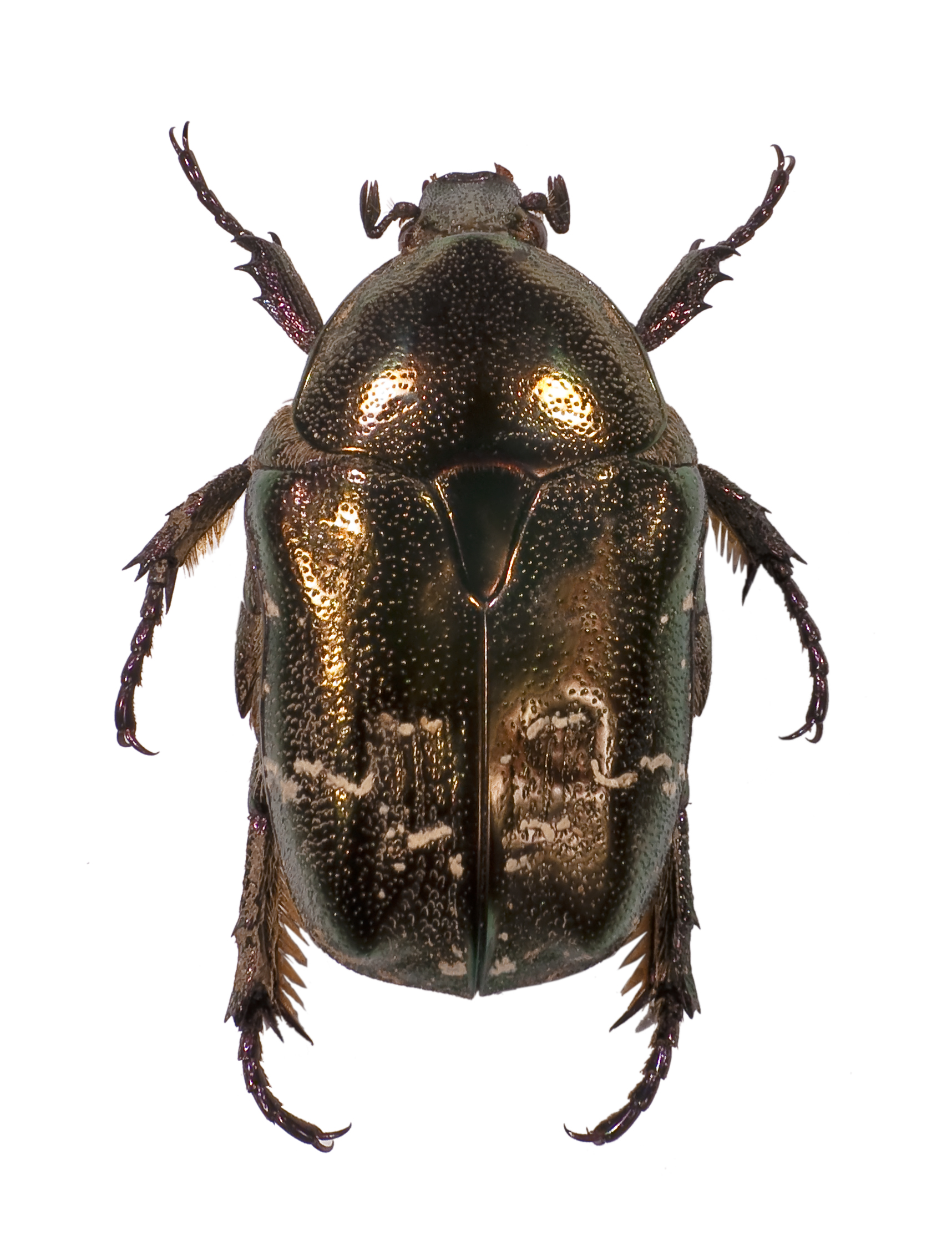
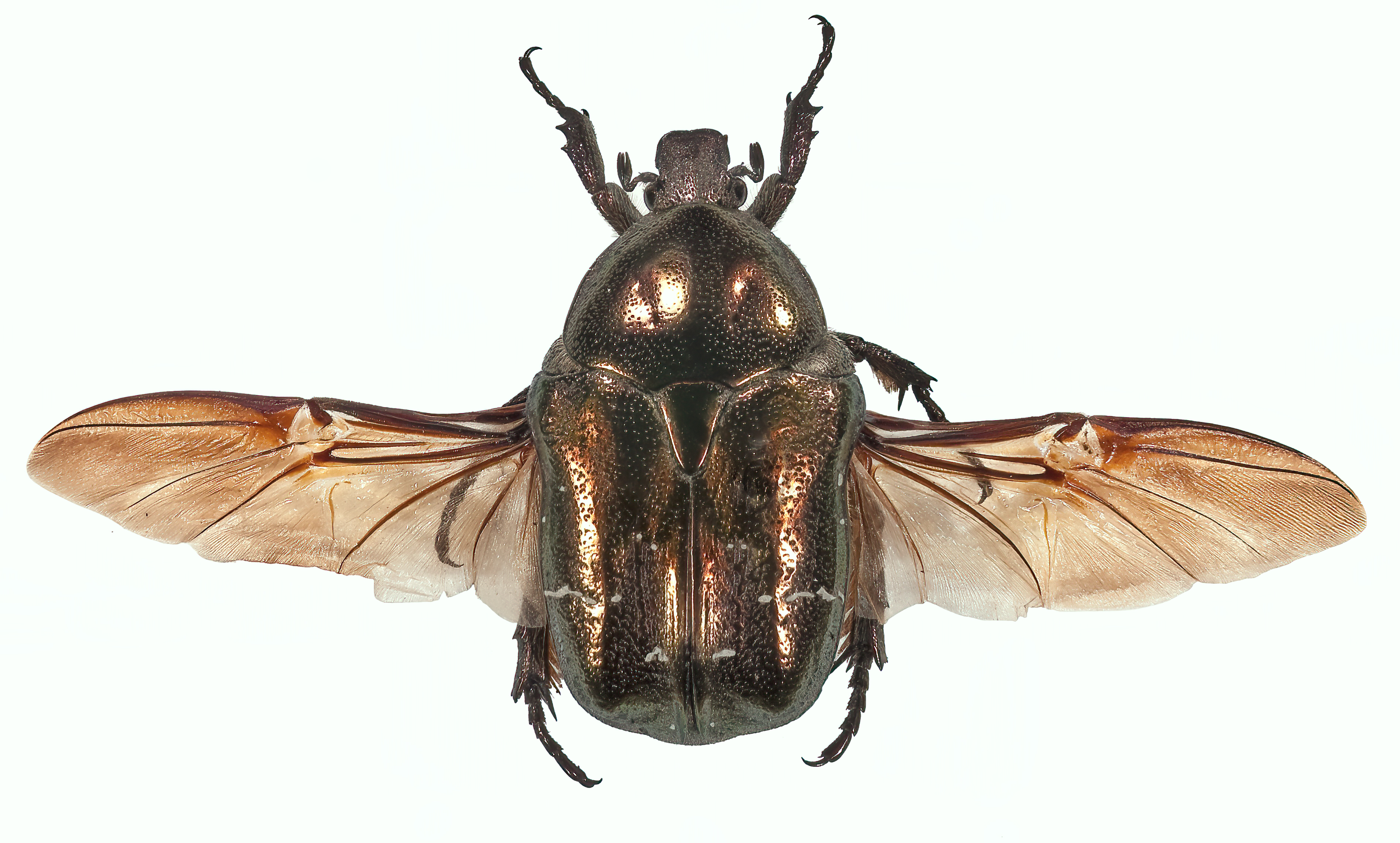